# 埃伊加耶胡·塔耶
埃伊加耶胡·塔耶（Ejgayehu Taye，2000年2月10日—），埃塞俄比亚女子田径运动员，2018年世界20岁以下锦标赛女子3000米银牌得主、2022年世界室内锦标赛女子3000米铜牌得主、2023年世界锦标赛女子10000米铜牌得主。